# Game Master
Game Master war ein deutsches von 2004 an monatlich erscheinendes Computerspiel-Handheld-Magazins. Herausgeber war der Panini Verlag mit Sitz in Stuttgart. Game Master testete und berichtete über Spiele für alle gängigen Konsolen, Handheld-Konsolen und PC. Zielgruppe waren männliche Jugendliche.
Im Jahr 2016 erschien mit Ausgabe 05/2016 auch gleichzeitig die letzte aufgrund sinkender Verkaufszahlen.

## Inhalt
Das Heft beinhaltete folgende Abschnitte:
- Getestet: Testberichte von erschienenen Spielen nach dem Schulnotenprinzip
- Vorschau: Vorschau auf künftig erscheinende Spiele
- Tipps & Tricks: Hilfen zu erschienenen Spielen
- Special: Sonderartikel zu Videospielthemen
- Fun & Action: Gewinnspiele, Charts, Leserbriefe, Umfragen